# Юган Авґуст Брінелль
Ю́ган А́вґуст Бріне́лль (швед. Johan August Brinell; 21 липня 1849, Брінґетофта — 17 листопада 1925, Стокгольм) — шведський інженер, металург, автор робіт з металургії сталі і визначення твердості металів і сплавів.

## Біографія
Юган Брінелль народився в сільському поселенні Брінґетофта, розташованому південніше від міста Несше (лен Єнчепінг) 21 червня 1849 року. Його батьки були фермерами.
Після п'яти років навчання в гімназії Єнчепінга він продовжив здобувати освіту в технічній школі міста Бурос, яку закінчив у 1871 році. Після роботи креслярем на різних підприємствах в 1875 році Брінелль почав працювати інженером на металургійному заводі в Лешефорсі (швед. Lesjöfors) (лен Вермланд), а у 1882 році — головним інженером на заводі у місті Фагерста (лен Вестманланд). У 1903—14 роках був головним інженером Шведської спілки металургійної промисловості (швед. Jernkontoret) і редактором журналу «Єрнконтуретс анналер» (швед. Jernkontorets Annaler).
У 1880 році Брінелль одружився із Сельмою Йосефіне Елісабет Нільсон. У них було п'ятеро дітей.
Брінелль був обраний членом Шведської королівської академії наук у 1902 році, і Шведської королівської академії інженерних наук в 1919 році.
Останні роки мешкав в Несше, помер 17 листопада 1925 року у Стокгольмі.

## Внесок в науку і техніку
В інженерному світі Брінелль відомий найбільше як розробник статичного методу визначення твердості, який знайшов масове застосування у промисловості. За методом Брінелля, запропонованим у 1900 році, в матеріал під певним навантаженням (від 10 Н до 30 кН) втискується тверда металева кулька (зазвичай діаметром 1; 2,5; 5 або 10 мм) протягом 10…30 с. Відношення прикладеного навантаження до площі сферичної поверхні відбитку дає число твердості за Брінеллем (HB).
Однак надзвичайну важливість зберегли новаторські роботи Брінелля, що стосуються фазових перетворень в сталі. Працюючи у Фагерста, Брінелль провів великі дослідження структури сталі в процесі нагрівання та охолодження. Праця «Про зміну структури сталей при нагріванні та охолодженні» (швед. «Om ståls texturförändringar under uppvärmning och avkylning») була опублікована у щорічнику Jernkonorets Annaler у 1885 році і привернула до себе значну увагу фахівців.
Результати його досліджень властивостей сталей демонструвались на Стокгольмській виставці (англ. General Art and Industrial Exposition of Stockholm (1897)) у 1897 році і Всесвітній виставці в Парижі у 1900 році.
Використовуючи примітивне обладнання, покладаючись на свої спостереження і досвід, Брінелль протягом багатьох років продовжував свої дослідження і досяг результатів, що зробили значний вплив на розвиток металургії зокрема і промисловості в цілому. Його відкриття в галузі керування вуглецевмісними фазами до тепер формують основу сучасних знань про властивості сталей.
|                                                                           | Мало хто з металургів зробили так багато для прогресу металургії як п. Брінелль, і він, по праву, заслуговує свою міжнародну репутацію, як, у найвищій мірі, компетентний дослідник і успішний менеджер металургійної промисловості. |
| — Альберт Сов'є (1863–1939; англ. Albert Sauveur), американський металург | |

## Нагороди
- 1900 — Гран-прі на Всесвітній виставці у Парижі.
- 1900 — Медаль Полгема від шведської асоціації студентів-інженерів, за метод визначення твердості металів.
- 1907 — Золота медаль Бессемера від Інституту чавуну і сталі, Лондон.
- 1907 — Звання почесного доктора в Уппсальському університеті.
- 1914 — Золотий нагородний жетон Шведської спілки металургійної промисловості.
- 1921 — Золота медаль Рінмана від Шведської спілки металургійної промисловості.

## Вшанування пам'яті
- Іменем Брінелля названо низку вулиць та навчальних закладів у містах Швеції.
- На його честь названо науковий центр Королівського технологічного інституту Швеції[7], і, щорічні семінари Brinelldagarna[8], що проводяться там.
- В 1935 році Шведська королівська академія інженерних наук заснувала медаль ім. Брінелля[9].